# Lichtpunktabtaster
Lichtpunktabtaster wurden im (Farb-)Fernsehstudio zur Abtastung von Diapositiven, Epivorlagen (Epidiaskop), Filmen und (in der Anfangszeit der Fernsehtechnik) von Menschen benutzt.
Am Anfang der Geschichte der Fernsehausstrahlung gab es Ansagestudios, in denen sich die Sprecherin zusammen mit Photozellen in einer abgedunkelten Kabine befand und von einem Lichtstrahl abgetastet wurde. Als Lichtquelle konnte ein mit einer Lampe erzeugtes und mittels Nipkowscheibe zerlegtes Weißbild dienen, das mittels Optik auf die Sprecherin projiziert wurde.
Mit dem Übergang zur elektronischen Bildzerlegung wurde das Weißbild von einer Braunschen Röhre geschrieben, die als Abtaströhre bezeichnet wird. Im Gegensatz zu den üblichen Bildröhren, bei denen zur Verminderung des Flimmerns eine nennenswerte Nachleuchtdauer angestrebt wird, haben Abtaströhren eine möglichst geringe Nachleuchtdauer. Dennoch muss eine elektronische Nachleuchtkorrektur erfolgen, um ein Fahnenziehen zu kompensieren.
Die Aufgabe, das durch ein Diapositiv bzw. einen Film hindurchtretende oder von einer Epivorlage reflektierte und dabei gestreute Licht zu sammeln, konnte mit einer Ulbrichtschen Kugel gelöst werden. Im Fall der Farbübertragung hatte die Ulbrichtsche Kugel auch die Aufgabe, das Licht auf drei SEV (Sekundärelektronenvervielfacher) mit davor befindlichen Farbfiltern zu verteilen. Die Bezeichnung Weißbild bezieht sich auf die Form des die Röhre ansteuernden Fernsehsignals; die Farbe des von der Abtaströhre geschriebenen Bildes war nicht unbedingt ein reines Weiß (Bezugsweiß).
Die Anwendung des Prinzips der Lichtpunktabtastung im Farbfernsehstudio hat den Vorteil, dass diese Technik frei von Konvergenzfehlern ist, die bei Kameraabtastern mit Strahlteiler auftreten. Von der Fernseh GmbH gab es in den 1960er Jahren die Filmabtasteranlage FC35LP49B (Flying Spot, 35mm). Die Lichtpunktabtastung wird auch heute noch in Rank-Cintel-Filmabtastern eingesetzt.
Siehe auch Filmabtaster.